# Haleakalā
Haleakalā (havajsky Domov Slunce) je štítový vulkán na ostrově Maui na Havajských ostrovech ve Spojených státech amerických. Haleakalā tvoří tři čtvrtiny ostrova Maui. Kaldera sopky má průměr více než 11 km a hloubku 800 m. Obvod bývá udáván 45 km. Nejvyšší vrchol má 3 056 m. Poslední erupce proběhla mezi léty 1480 a 1600.
Vrcholová část vulkánu je součástí Národního parku Haleakalā.